# Camp familial de Theresienstadt
Le camp familial de Theresienstadt (tchèque : Terezínský rodinný tábor, allemand : Theresienstädter Familienlager), également connu sous le nom de camp familial tchèque, est composé d'un groupe de détenus juifs originaires du ghetto de Theresienstadt en Tchécoslovaquie, détenus dans la section BIIb du camp de concentration d'Auschwitz II-Birkenau du 8 septembre 1943 au 12 juillet 1944.
Déportés du ghetto en sept convois en septembre et décembre 1943 et mai 1944, les prisonniers ne sont pas triés à leur arrivée, contrairement à ce qui se fait habituellement à Auschwitz, et se voient accorder plusieurs « privilèges », dont la création d'un bloc pour enfants qui devient la seule tentative d'éducation organisée du camp d'Auschwitz. Les conditions de vie restent néanmoins difficiles et le taux de mortalité est élevé. La plupart des habitants qui ne sont pas morts de faim ou de maladie sont assassinés lors des liquidations des camps, les 8 et 9 mars et 10 et 12 juillet 1944. La première de ces deux liquidations est le plus grand massacre de citoyens tchécoslovaques de l'histoire. Sur les 17 517 Juifs déportés vers le camp familial, seuls 1 294 ont survécu à la guerre.

## Contexte
Établi fin 1941, le ghetto de Theresienstadt fonctionne en partie comme un centre de transit pour les Juifs de Tchécoslovaquie, d'Allemagne et d'Autriche en route vers des centres d'extermination. Le premier transport de Juifs de Theresienstadt à Auschwitz a lieu le 26 octobre 1942, après la déportation de 42 005 prisonniers vers d'autres destinations, en particulier le ghetto de Minsk, Treblinka, et Lublin. Seuls 356 déportés de la première heure survivent. Après le 26 octobre 1942, 46,101 personnes sont envoyées à Auschwitz et 90 ailleurs. Sur les 7 001 personnes déportées à Auschwitz depuis Theresienstadt en janvier et février 1943, 5 600 sont immédiatement gazées et 96 survivent à la guerre, alors que les convois étaient à l'origine pensés pour faire travailler des personnes valides dans le camp,,.
Aucun document retrouvé après la guerre n'indique le raisonnement qui sous-tend l'établissement du camp familial. Il est probable que les prisonniers du camp familial aient été maintenus en vie afin que leurs lettres rassurent les habitants de Theresienstadt et montrent que la déportation vers l'Est n'est pas synonyme de mort. À l'époque, les SS préparent une visite de la Croix-Rouge à Theresienstadt et veulent peut-être convaincre le Comité international de la Croix-Rouge (CICR) que les Juifs déportés n'ont pas été assassinés,,. Le camp familial sert également de destination pour soulager la surpopulation du camp,. L'historien Yehuda Bauer suggère que les prisonniers du camp familial étaient peut-être utilisés comme otages en attendant l'issue positive des négociations nazi-juives, comme pour la déportation des enfants de Białystok, mais cette théorie n'est pas prouvée et ne fait pas consensus.
Certains chercheurs suggèrent que les SS avaient prévu une visite du CICR au camp familial de Birkenau pour tromper le monde extérieur sur le véritable objectif d'Auschwitz. Lorsque Himmler autorise des représentants du CICR à visiter Theresienstadt, il autorise en parallèle une visite dans un « camp de travail juif », selon les historiens Miroslav Kárný (en), Otto Dov Kulka et Nili Keren, désignant par ces mots le camp familial de Birkenau,. Kárný, témoin de « l'embellissement » de Theresienstadt avant la visite de la Croix-Rouge, écrit que les nazis auraient pu cacher la nature de Birkenau aux visiteurs de la Croix-Rouge, alors même que les chambres à gaz continuent à fonctionner ailleurs dans le camp. D'autres historiens estiment que la mauvaise condition physique des détenus ne ferait pas illusion,,.

## Création du camp

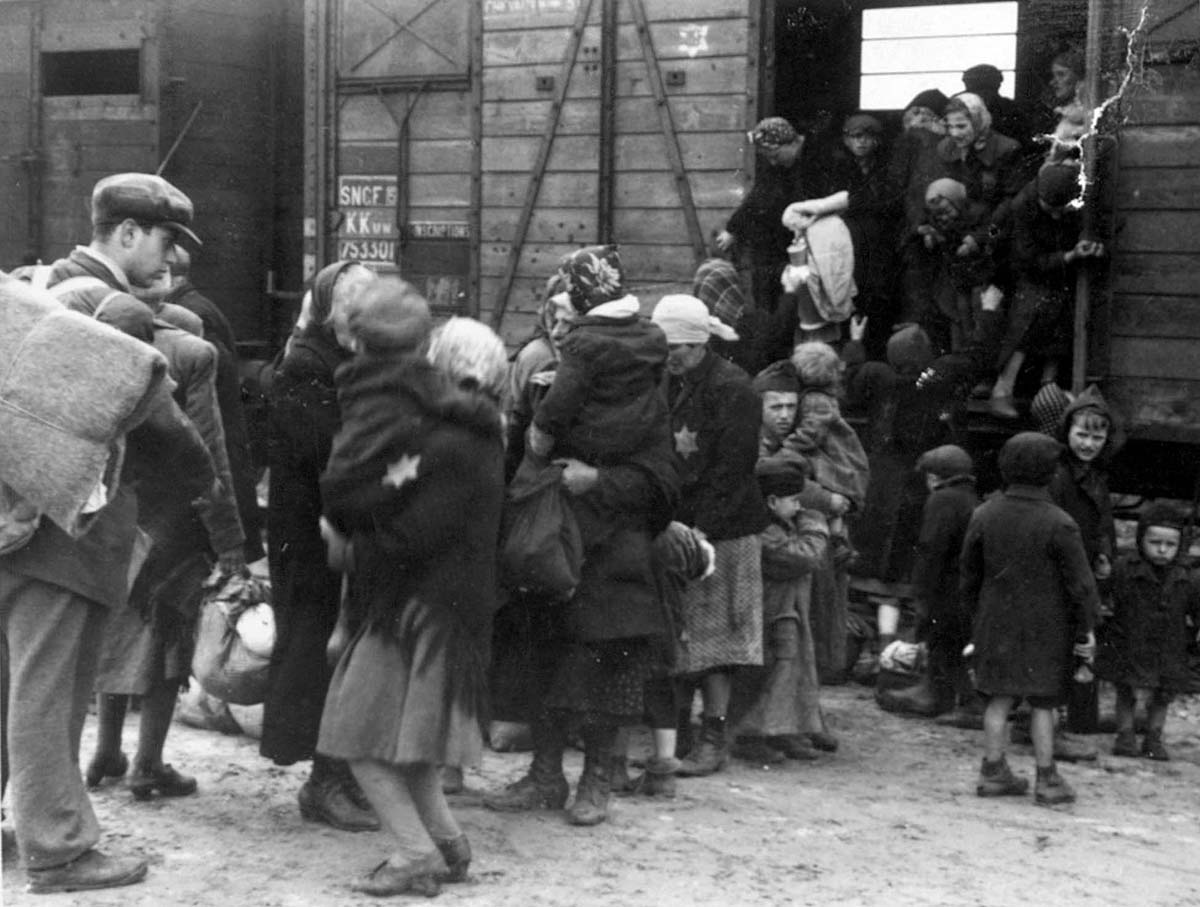
Juifs ruthènes des Carpates arrivant à Birkenau, mai 1944

Au cours du mois d'août 1943, des rumeurs circulent à Theresienstadt sur une reprise des déportations. Le 3 septembre, une annonce dans les « Ordres quotidiens » de l'auto-administration juive affirme que 5 000 personnes seront déportées trois jours plus tard, un record. Contrairement aux transports précédents, la sélection n'est pas effectuée par le Département des transports de l'auto-administration juive, mais directement par le commandant SS Anton Burger. Les prisonniers qui ont auparavant bénéficié d'exemptions de déportation, tels que l'Aufbaukommando, le groupe de travail arrivé en premier à Theresienstadt, ainsi que 150 membres de la police du ghetto dissoute sont déportés. La majeure partie du transport se compose de jeunes que Himmler craint de voir organiser un soulèvement dans le ghetto,,. Le transport est presque entièrement tchèque ; sur 5 000 déportés, on compte 124 Allemands, 83 Autrichiens et 11 Hollandais. Pour la première fois, la destination du convoi est annoncée aux déportés, et on leur dit qu'ils vont établir un camp de travail appelé « Arbeitslager Birkenau bei Neu-Berun ». Des personnalités de premier plan de l'auto-administration, dont Leo Janowitz, secrétaire du Conseil des anciens, et Fredy Hirsch, chef adjoint du Bureau de la protection de la jeunesse, sont inclus dans le transport pour aider à gérer le nouveau camp,,.
Le 6 septembre, deux convois transportant 5 007 Juifs partent à 14h00 et à 20h00 de la gare de Bauschowitz. Ils arrivent à Auschwitz II-Birkenau deux jours plus tard. Une personne meurt pendant le voyage. Les survivants sont 2 293 hommes et 2 713 femmes, qui reçoivent les matricules 146 694 à 148 986 et 58 471 à 61 183, respectivement. 918 déportés ont plus de 60 ans et 290 moins de 15 ans. Il n'y a pas de tri et personne n'est envoyé aux chambres à gaz. Tous les arrivants sont tatoués et enregistrés, mais contrairement à la procédure habituelle, ils gardent leurs vêtements et ne sont pas tondus. Les habitants du camp familial sont tenus d'écrire à leurs proches de Theresienstadt et à ceux qui n'avaient pas encore été déportés pour nier l'existence de la Solution Finale ; une censure stricte les empêche de transmettre des informations exactes,,. Ils doivent abandonner leurs bagages et leurs vêtements, mais reçoivent des vêtements civils pris aux arrivants précédents. Les dossiers des prisonniers portent la mention « SB 6 », qui signifie qu'ils doivent être assassinés 6 mois après leur arrivée,.
En décembre, deux transports supplémentaires arrivent de Theresienstadt ; les nouveaux arrivants étaient traités de la même manière et détenus dans le camp familial. 5 007 personnes sont déportées en décembre : 43 meurent dans le train, 2 491 arrivent le 16 décembre et 2 473 le 20 décembre.
Ces transports sont composés de 88,5% de Juifs tchèques. Plusieurs dirigeants de l'auto-administration de Theresienstadt se trouvent dans le convoi de décembre, après avoir été expulsés comme punition pour avoir prétendument aidé des évadés ou avoir commis d'autres fautes,,.

## Conditions

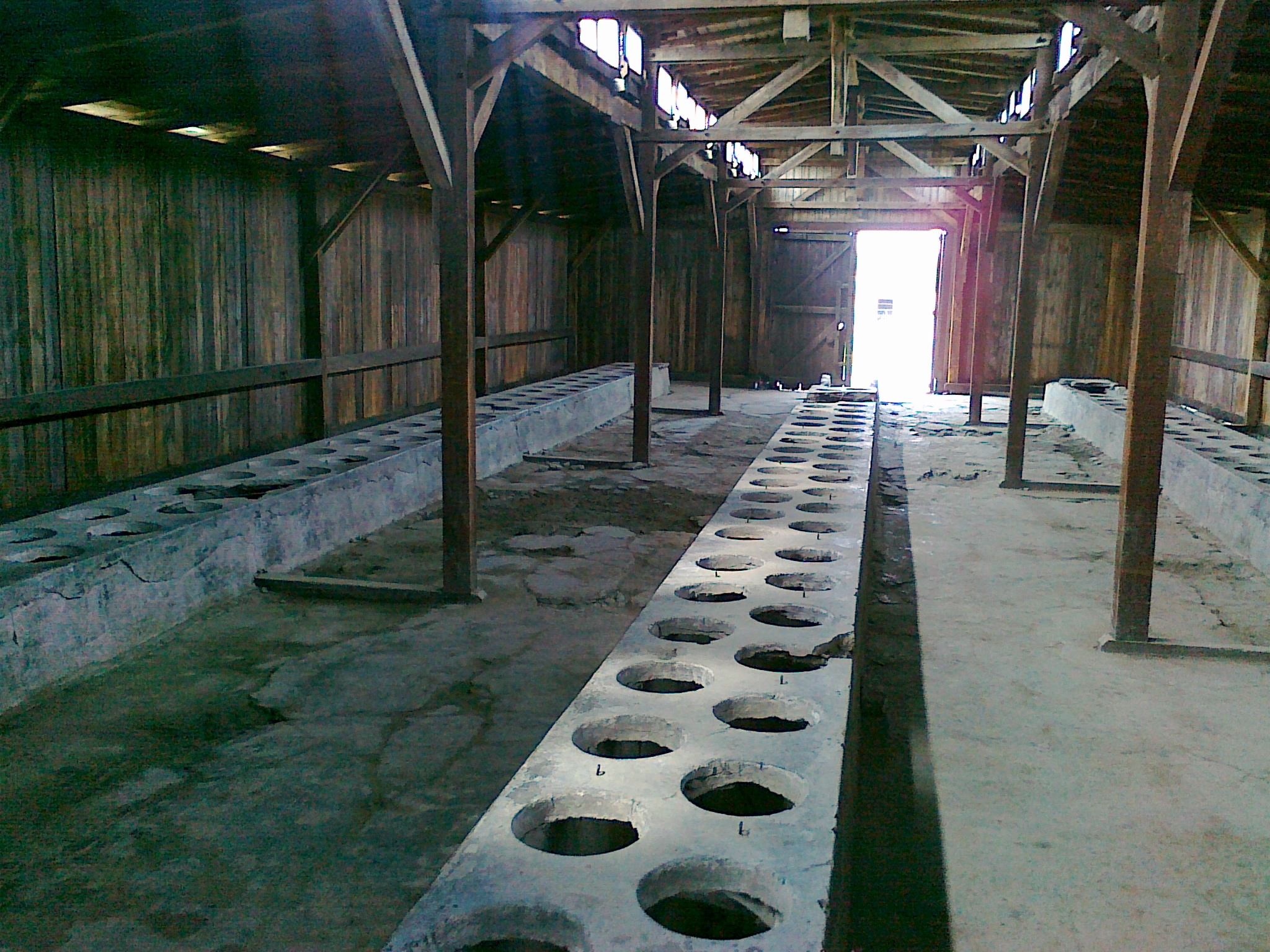
Latrines à Birkenau

Le chef SS responsable de la section est le SS-Unterscharführer Fritz Buntrock (en), connu pour sa cruauté et condamné à mort après la guerre. Le Lagerältester dans le camp est un Allemand condamné pour meurtre, nommé Arno Böhm,. Lorsque Böhm rejoint les SS en mars 1944, il est remplacé par un autre Allemand, Wilhelm Brachmann. Brachmann est aussi un prisonnier condamné, mais seulement pour un larcin et il tente régulièrement d'aider les prisonniers juifs dans la mesure du possible. Initialement, les chefs de bloc dans le camp sont des prisonniers polonais qui ont passé des années à Auschwitz. Plus tard, les arrivants de septembre les plus brutaux sont nommés chefs de bloc.
Miroslav Kárný note que les conditions du camp sont décrites favorablement par les prisonniers d'Auschwitz dans d'autres parties du camp, mais très durement par les prisonniers du camp familial lui-même. Il penche du côté des habitants du camp familial, car le taux de mortalité global dû aux décès « naturels » est le même dans le camp familial que partout ailleurs dans le camp, et dû aux mêmes causes : la faim, la maladie, la saleté, le froid et l'épuisement. Sur les arrivées de septembre, 1 140 personnes, soit environ le quart, meurent au cours des six premiers mois,,. BIIb ne mesure que 600 × 150 mètres et est décrit comme « une bande étroite et boueuse entourée d'une clôture électrique ». Contrairement aux autres prisonniers juifs d'Auschwitz, ils sont autorisés à recevoir des colis du CICR en Suisse et de leurs proches en république tchèque, en théorie ; en pratique, la plupart des colis sont volés par les SS,. Quelques enfants naissent dans le camp. Les conditions sanitaires sont particulièrement mauvaises, puisqu'il n'y a que trois latrines, chacune avec trois dalles de béton portant 132 trous. Les latrines servent aussi de lieux de rencontre clandestins pour les familles, car c'est le seul endroit sans surveillance.
Bien que BIIb ne soit qu'à quelques centaines de mètres des chambres à gaz et des fours crématoires, on ne les voit pas depuis le camp,. Sur les 32 baraquements, 28 servent au logement, deux sont des infirmeries, une est le campement des enfants, et une dernière sert d'usine de tissage dans laquelle les femmes cousent des bandes de munitions. À l'arrivée des convois de septembre, le camp n'est pas terminé et la plupart des détenus participent à sa construction tout en y vivant. Les prisonniers sont réveillés à 5 heures du matin et ont trente minutes pour se préparer avant l'appel ; après le travail, ils ont une heure à consacrer à leur famille avant l'appel du soir. Les femmes sont régulièrement victimes d'agressions sexuelles par les gardes SS.

## Baraquement des enfants

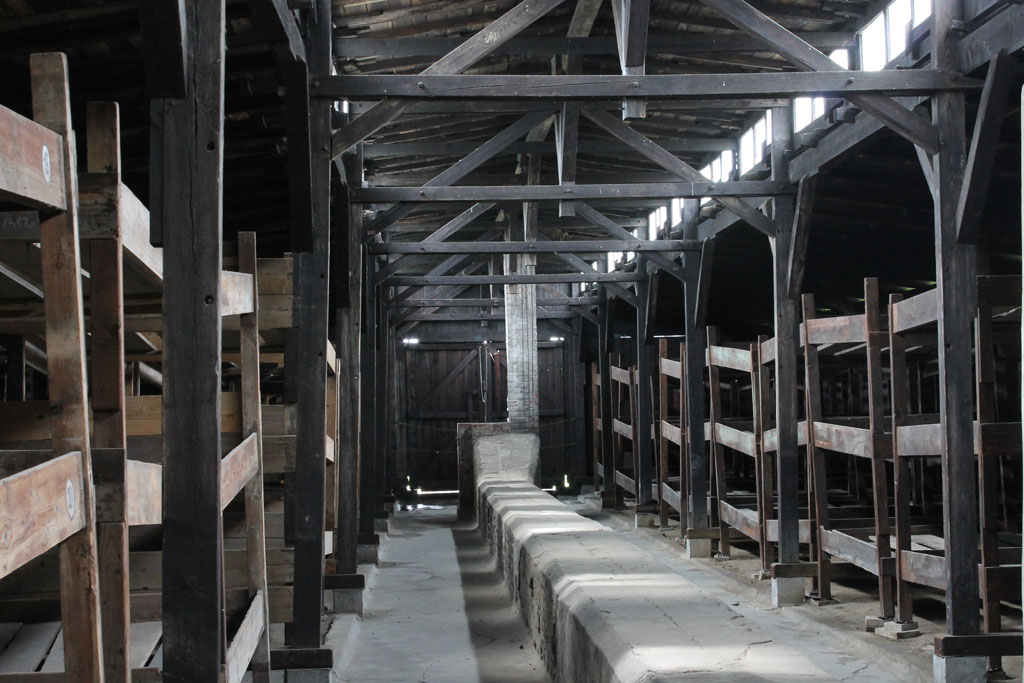
Baraquements reconstruits.

Hirsch persuade Arno Böhm d'allouer un bâtiment, le bloc 31, pour les enfants de moins de quatorze ans, et il devient le surveillant de cette caserne,. Les enfants passent les nuits en famille et la journée à la caserne spéciale. Hirsch convainc les gardes qu'il faut que les enfants apprennent l'allemand. En se basant sur les maisons d'enfants à Theresienstadt, il organise un système d'éducation destiné à préserver le moral des enfants. Les enfants sont levés tôt pour le petit déjeuner, puis font des exercices de gymnastique suédoise, et reçoivent six heures d'instruction par jour en petits groupes séparés par âge,, dirigés par des anciens enseignants du ghetto. Les matières enseignées comprennent l'histoire, la musique et le judaïsme, en tchèque, ainsi que quelques phrases allemandes à réciter lors des inspections,.
Le camp a huit livres et presque pas de fournitures, les enseignants doivent donc réciter leurs leçons de mémoire,. Le manque d'éducation des enfants, exclus de l'école avant d'arriver au camp, leur rend leur tâche plus difficile. Un chœur répète régulièrement, on joue un opéra pour enfants et des fournitures sont récupérées pour décorer les murs de la caserne, peints avec des personnages de Disney par Dina Gottliebová,. Une production d'une adaptation tchèque de Robinson Crusoé écrite par l'un des soignants est apprise puis jouée,. Le baraquement des enfants est montré en exemple aux SS qui travaillent dans d'autres parties du camp. Des SS qui ont directement participé au processus d'extermination, en particulier Josef Mengele, visitent fréquemment le camp et s'assurent que les enfants sont bien nourris,.
Utilisant son influence auprès des Allemands, Hirsch obtient une meilleure nourriture pour les enfants, notamment des colis alimentaires destinés aux prisonniers décédés,. La soupe pour les enfants est plus épaisse que pour les autres prisonniers et contient de la semoule. Les SS donnent du sucre, de la confiture et parfois même du pain blanc ou du lait aux enfants,. Il convainc également les Allemands de faire l'appel à l'intérieur de la caserne pour éviter aux enfants de passer plusieurs heures dehors chaque jour indépendamment de la météo. Après l'arrivée du transport de décembre, il y a environ 700 enfants dans le camp familial. Hirsch obtient une deuxième baraque pour les enfants âgés de trois à huit ans afin que les enfants plus âgés puissent préparer une représentation de Blanche-Neige que la SS a demandée ; la pièce est jouée le 23 janvier devant beaucoup de SS, y compris Mengele,. En imposant une discipline stricte aux enfants, Hirsch s'assure qu'il n'y a pas d'actes de violence ou de vol. Il exige que les enfants fassent de la gymnastique suédoise chaque matin et organise des matchs de football et de softball. Hirsch se montre strict concernant l'hygiène des enfants, car il insiste pour qu'ils se lavent tous les jours même pendant l'hiver glacial de 1943-1944 et il organise des inspections régulières pour dépister des poux, ; cette discipline réduit les taux de mortalité. Presque aucun enfant n'est mort avant la liquidation.
Hirsch, tué lors de la première liquidation, a nommé Josef Lichtenstein comme son successeur, et les éducateurs décident de continuer à s'occuper des enfants comme si tout allait bien. En avril 1944, les enfants célèbrent un Séder de Pessa'h improvisé. Un chœur mixte de 300 personnes chante des sections de la Symphonie n° 9 de Ludwig van Beethoven. En mai, les enfants ne vivent plus avec leurs parents,.

## Liquidation

### Première liquidation

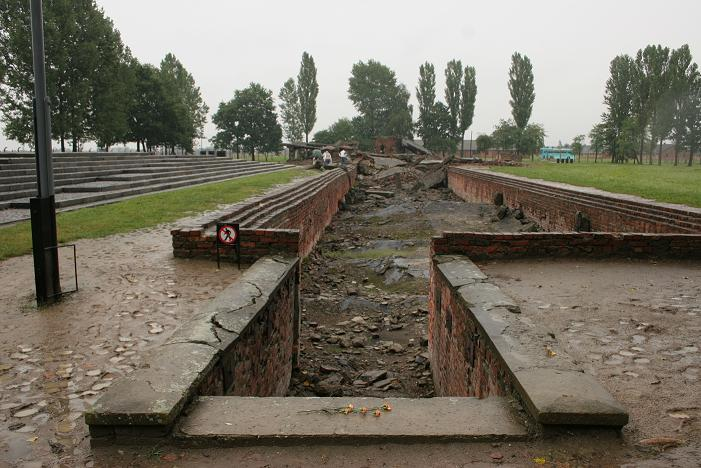
Ruines du crématorium II.

En février 1944, une délégation du Reichssicherheitshauptamt et de la Croix-Rouge allemande visitent le camp. Les visiteurs étaient surtout intéressés par la caserne des enfants, la seule tentative d'organiser l'éducation à Auschwitz. Après la visite, Adolf Eichmann se déclare satisfait de l'activité culturelle des enfants à Birkenau,. La résistance d'Auschwitz informe Hirsch et d'autres dirigeants du camp familial que la liquidation est imminente,. Avant la liquidation, il y a environ 800 prisonniers survivants dans le camp familial.
Le commandant d'Auschwitz II-Birkenau, l'Obersturmführer Johann Schwarzhuber, visite le camp le 5 mars et dit aux arrivants de septembre qu'ils seront bientôt transportés à Heydebreck pour y fonder un nouveau camp de travail. Les prisonniers reçoivent l'ordre de remplir des cartes postales datées du 25 mars pour leurs proches à Theresienstadt ; la postdatation est une pratique courante permettant le temps nécessaire à la censure. Dans ces lettres, ils demandent à leurs proches de leur envoyer des colis contenant de la nourriture,. Le 6 mars, Schwarzhuber ordonne l'enregistrement de tous les prisonniers de septembre et nomme les chefs de chaque équipe de travail. Des rumeurs contradictoires circulent, certaines disant que tous les prisonniers seront tués, d'autres que les promesses d'un nouveau camp de travail sont vraies. Le lendemain, les SS ordonnent aux prisonniers de rester dans leur caserne après l'appel du matin pour séparer les arrivées de septembre de celles de décembre. Entre-temps, les prisonniers du bloc de quarantaine adjacent (BIIa) sont évacués, à l'exception d'un médecin autrichien, Otto Wolken, et du commis du bloc, Rudolf Vrba.
D'abord les hommes et plus tard les femmes sont déplacés du camp familial au camp de quarantaine. Ils sont autorisés à apporter tous leurs effets personnels et il semble que la plupart aient été trompés en pensant qu'il s'agissait simplement d'un autre déménagement,. Les arrivants de décembre accompagnent les personnes âgées et les malades, et le déménagement se termine à 17h00. Les patients de l'infirmerie ne sont pas envoyés au bloc de quarantaine, les Nazis jugeant que ça aurait été trop inquiétant pour les habitants,. Erich Kulka réussit à cacher sa femme et son fils dans l'infirmerie, ce qui leur sauve la vie. Certains SS sauvent également leurs petites amies juives en les déplaçant temporairement dans d'autres parties du camp.
Vrba rend visite à Hirsch le matin du 8 mars pour l'informer de la liquidation du camp familial et l'exhorter à diriger un soulèvement. Hirsch demande une heure pour réfléchir, et quand Vrba revient, il le trouve dans le coma. On ne sait pas s'il s'est suicidé ou s'il a été empoisonné par des médecins achetés par Mengele,. L'après-midi du 8 mars, les nazis entrent dans le bloc de quarantaine pour en retirer onze paires de jumeaux pour des expérimentations médicales, des médecins et l'artiste Dina Gottliebová,. Environ 60 ou 70, personnes des transports de septembre survivent à cette liquidation ; 38 survivent jusqu'à la fin de la guerre. À vingt heures le 8 mars, un couvre-feu strict est imposé et le baraquement de quarantaine est encerclé par une demi-compagnie de SS et leurs chiens. Deux heures plus tard, douze camions bâchés arrivent et les hommes ont reçu l'ordre de monter à bord. Ils laissent leurs biens derrière eux, assurés que ces derniers seront transportés séparément. Pour entretenir la supercherie, les camions tournent à droite, vers la gare, alors que les chambres à gaz sont à gauche. Après que les hommes sont conduits au crématorium III, les femmes sont transportées par camion au crématorium II,. Ce processus prend plusieurs heures. Quand des prisonniers effrayés dans une caserne décident de chanter, à deux heures du matin, les SS tirent des coups de semonce. Même les salles de déshabillage sont camouflées pour que les Juifs ne se rendent compte de leur sort qu'après avoir reçu l'ordre de se déshabiller. Selon les prisonniers du Sonderkommando, ils chantent l'hymne national tchèque, Hatikvah, et l'Internationale avant d'entrer dans les chambres à gaz,. Au total, 3 791, ou 3 792 personnes ont été assassinées.

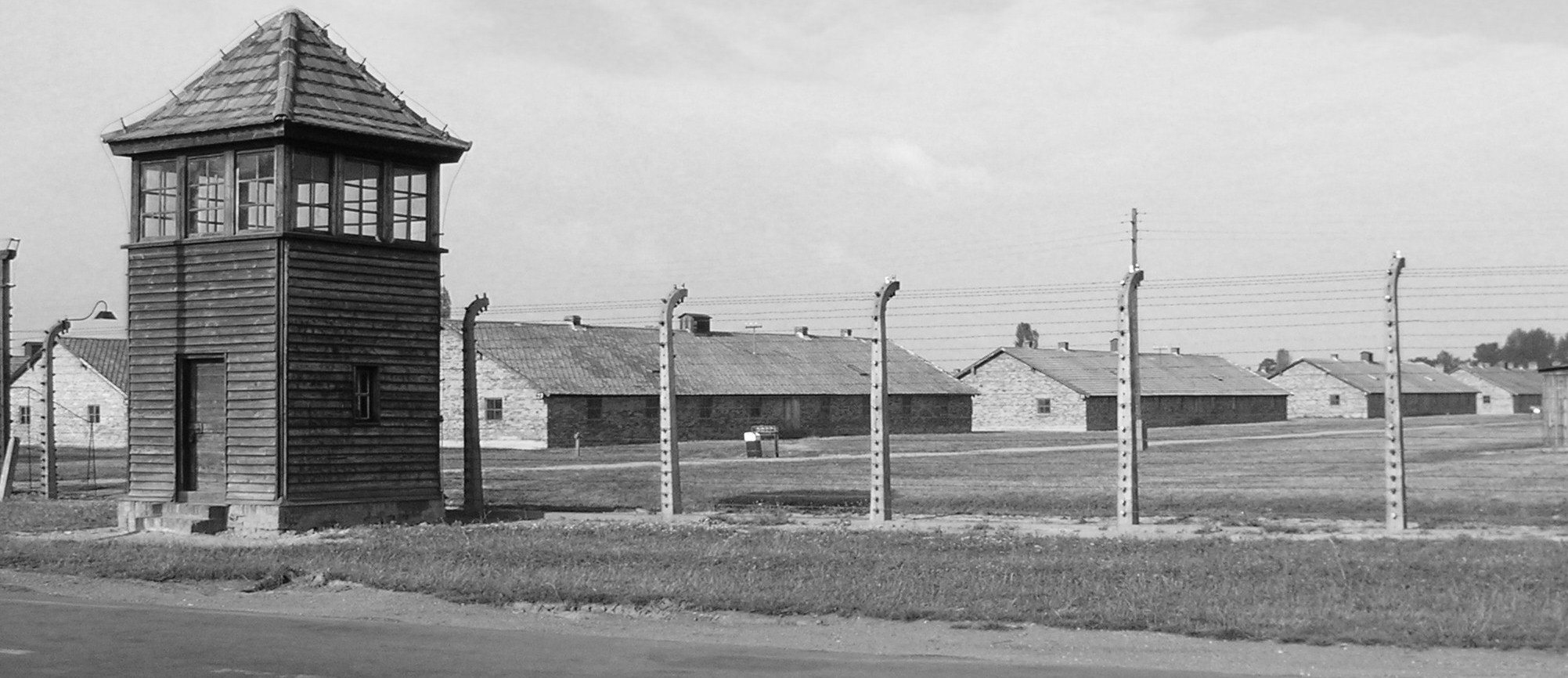
Caserne et clôture d'Auschwitz.

Après la liquidation, les prisonniers restants s'attendent à être assassinés de la même manière. À cette époque, il est évident pour les prisonniers que les Allemands vont perdre la guerre et certains espèrent une victoire rapide des Alliés avant que leurs six mois de sursis ne parvienne à terme,. Les gardiens des enfants continuent les leçons pour les distraire de leur destin éventuel. Selon la survivante Hanna Hoffman, le taux de suicide augmente à mesure que la date de liquidation approche pour les arrivées de décembre ; les gens s'approchent de la barrière électrifiée et sont généralement abattus par des gardes SS avant d'y arriver. Un événement notable au cours de cette période est l'évasion de Siegfried Lederer, un juif tchèque et doyen du bloc dans le camp familial, avec Viktor Pestek, un garde roumain Volksdeutscher, le 7 avril. Lederer tente d'alerter le monde extérieur sur le sort des prisonniers dans le camp familial et d'organiser la résistance armée à Theresienstadt, en vain,.

### Couverture médiatique
Le camp familial est mentionné dans un article à la page neuf du Jewish Chronicle à Londres le 25 février 1944 : « Il y a aussi 7 000 Juifs tchécoslovaques dans le camp. Ils avaient été déportés à Birkenau l'été dernier. » Le 9 juin, le journal officiel du gouvernement polonais en exil signale que 7 000 Juifs tchèques ont été assassinés dans les chambres à gaz d'Auschwitz et qu'ils ont été contraints de d'écrire des cartes postales postdatées à leurs familles. Ces déclarations sont confirmées quelques jours plus tard par la diffusion du rapport Vrba-Wetzler, qui fournit plus de détails sur les Juifs du camp familial et leur sort. Le 14 juin, Jaromír Kopecký (en), un diplomate tchécoslovaque en Suisse, transmet une copie du rapport au CICR. Le rapport mentionne la première liquidation du camp familial et dit que les autres détenus seront assassinés le 20 juin.
Le gouvernement provisoire tchécoslovaque presse la BBC et la radio américaine de publier des nouvelles du camp familial dans l'espoir d'empêcher le meurtre des détenus restants,. Le service européen de la BBC diffuse l'information sur le programme féminin de son service allemand le 16 juin 1944 à midi, avertissant les Allemands qu'ils seront tenus pour responsables des massacres.
Michael Fleming (en) écrit qu'il y a probablement eu une autre diffusion avant le 16 juin, la directive d'information de la BBC ce jour-là disant : « Rapportez à nouveau notre avertissement aux Allemands sur les massacres de Juifs tchèques » Selon l'historienne  polonaise Danuta Czech, ces rapports ont probablement retardé la liquidation du camp jusqu'en juillet.

### Visite du CICR
En novembre 1943, le CICR demande l'autorisation de visiter le ghetto de Theresienstadt. En préparation de la visite, les SS mènent un programme « d'embellissement » qui comprenait la déportation de 7 503 personnes supplémentaires à Auschwitz en mai 1944 pour réduire la surpopulation du camp. La plupart des nouveaux arrivants sont germanophones et seulement 2 543 provenaient du Protectorat. Ces nouveaux arrivants sont traités de la même manière que les premiers arrivés, mais le camp familial devient très encombré. Le 23 juin 1944, le représentant du CICR Maurice Rossel (en) et deux fonctionnaires danois se rendent à Theresienstadt. Leur visite est soigneusement planifiée par les SS, et Rossel rapporte à tort que Theresienstadt est la destination finale des Juifs déportés. En conséquence, selon Kárný et Kulka, le CICR n'insiste pas pour visiter Birkenau et les SS n'ont plus l'utilité du camp familial,.

### Deuxième liquidation
Fin juin, les arrivants de décembre devraient être emmenés pour être assassinés, mais rien ne se passe, sauf l'assassinat des proches de Jakob Edelstein. Le 20 juin, Edelstein est témoin du meurtre de sa famille avant d'être lui-même tué,,. L'été 1944 est le point culminant des meurtres de masse à Auschwitz et la liquidation du camp familial coïncide avec le meurtre de plus de 300 000 juifs hongrois de mai à début juillet 1944,.
Le besoin croissant de main-d'œuvre pour l'industrie de guerre allemande empêche les convois ultérieurs d'être complètement liquidés comme ceux de septembre. Le 1er ou 2 juillet, Mengele revient au camp et commence à sélectionner les prisonniers. Ils sont déshabillés jusqu'à la taille et passent un à un devant les médecins SS. Des individus sains âgés de 16 à 45 ans sont sélectionnés pour vivre et transférés dans d'autres parties du camp. Les SS forcent les filles et les femmes à se déshabiller et à sauter sur place pour prouver leur forme physique ; pour survivre, beaucoup prétendent posséder des compétences utiles telles que le jardinage ou la couture. Les mères sont autorisées à vivre si elles se séparent de leurs enfants, mais, selon Ruth Bondy, presque toutes choisissent de rester sur place. Certains enfants plus âgés passent la sélection en mentant sur leur âge ou en revenant pour une deuxième sélection après avoir été envoyés dans la file de gauche. D'autres choisissent de rester avec leurs parents.
Plus tard, Johann Schwarzhuber organise une sélection dans la caserne des garçons pour en séparer ceux entre quatorze et seize ans, bien que certains garçons plus jeunes réussissent à passer. Hermann Langbein dit que c'est grâce à Fredy Hirsch, déclarant que les visites des SS au bloc pour enfants les ont rendus plus empathiques. Même les gardes SS les plus brutaux tentent d'épargner les enfants dont ils ont vu les pièces de théâtre. Otto Dov Kulka, alors âgé de onze ans, a été sauvé par Fritz Buntrock, un gardien connu pour son traitement violent des détenus. Environ quatre-vingts ou quatre-vingt-dix garçons sont sélectionnés pour vivre. Les efforts du garde SS Stefan Baretzki et d'autres pour épargner certaines des filles sont bloqués par le médecin SS Franz Lucas. Au total, environ 3 500 personnes ont été retirées du BIIb ; les 6 500 détenus restants sont assassinés dans les chambres à gaz entre le 10 et le 12 juillet 1944.
Parmi ceux qui ont survécu à la sélection, 2 000 femmes sont envoyées au camp de concentration du Stutthof ou dans des camps près de Hambourg tandis que 1 000 hommes sont envoyés à Sachsenhausen. Les garçons restent à Auschwitz, dans le bloc BIId du camp des hommes. Deux tiers meurent plus tard d'extermination par le travail ou lors des marches de la mort ;  seuls 1 294 prisonniers du camp familial ont survécu à la guerre. En septembre et octobre 1944, le bloc est utilisé pour loger des prisonniers polonais venus d'un camp de transit à Pruszków, pour la plupart des civils capturés pendant le soulèvement de Varsovie. À partir de novembre, il accueille les détenues du BIb,.

## Postérité
La liquidation du camp les 8 et 9 mars est le plus grand meurtre de masse de citoyens tchécoslovaques pendant la Seconde Guerre mondiale. Cependant, pendant de nombreuses années, l'histoire du camp familial est presque inconnue en dehors de la communauté juive tchèque, recevant beaucoup moins d'attention que les crimes contre les Tchèques non juifs, comme le massacre de Lidice.
Certains survivants affirment que la liquidation avait effectivement eu lieu le 7 mars, le jour de l'anniversaire de l'homme d'État tchèque Tomáš Garrigue Masaryk, ou même que les SS ont choisi la date pour cette raison. Il est cependant très peu probable que les SS connaissent cette date anniversaire, et encore moins probable que l'extermination ait eu lieu le 7 mars.
En 2017, le Parlement de la République tchèque a officiellement reconnu le 9 mars comme jour de commémoration du massacre,.
Au sujet de la sélection finale au camp familial, la psychologue israélienne Deborah Kuchinsky et d'autres survivants déclarent qu'au lieu d'enseigner aux enfants la décence et la générosité, les éducateurs auraient dû apprendre à leurs accusés à mentir, tricher et voler pour survivre. Le camp familial a fait l'objet de plusieurs mémoires littéraires d'enfants survivants, dont Ruth Klüger, G.L. Durlacher (de) et Otto Dov Kulka, .

## Convois vers le camp familial
| Départ           | Arrivée     | Code de transport | Nombre de prisonniers | Survivants |
| ---------------- | ----------- | ----------------- | --------------------- | ---------- |
| 6 septembre 1943 | 8 septembre | Dl                | 2479                  | 38         |
| 6 septembre 1943 | 8 septembre | Dm                | 2528                  | 38         |
| 15 décembre 1943 | 16 décembre | Dr                | 2504                  | 262        |
| 18 décembre 1943 | 20 décembre | Ds                | 2503                  | 443        |
| 15 mai 1944      | 16 mai      | Dz                | 2503                  | 119        |
| 16 mai 1944      | 17 mai      | Ea                | 2500                  | 5          |
| 18 mai 1944      | 19 mai      | Eb                | 2500                  | 261        |
| Total            |             |                   | 17 517                | 1 294      |